# 指猴
指猴（学名：Daubentonia madagascariensis）是马达加斯加特产的一种原猴，是指猴科指猴属的唯一現存物种。目前已经濒危。其种加词“madagascariensis”意为“马达加斯加的”。

## 身体特征
- 指猴骨骼標本，位於瑞典國家自然歷史博物館
- 指猴為夜行性
- 指猴左前掌近照顯示修長的手指且第三指最細

指猴是世界上最大的夜行性灵长目动物，居住在森林中。它们体重大约2.5公斤，雌性比雄性稍轻（100克左右），外表没有太大区别。指猴的体长约为30-37厘米，尾长为44-53厘米。
成年指猴体毛颜色为黑色或深褐色，颈部为白色。尾巴的形状类似松鼠，脸也比较像啮齿类动物。门牙很大，而且持续生长。这些特征与它们像猴子一样的身体形成鲜明的对比，科学家最初将它们归为啮齿类。
指猴的手形非常特殊。与其他灵长目动物相似，它们的拇指形状相对，但是拇指与其他手指同样又长又细，中指的长度可能达到其他手指的三倍。
指猴的孕期为5个多月，每年的任何时间都可以产仔，雌性指猴在一次分娩后往往要等待2-3年。幼猴的断奶期为7个月，与母亲一起生活到两岁。一般成熟期为雄性一年半，雌性两年半。驯养条件下寿命可达23年。

## 栖息与食性
指猴主要住在马达加斯加东部海岸的雨林与落叶林中，由于树林的减少，它们也生活在野外。指猴白天在树叉间的巢穴里睡觉，黄昏前后出外觅食。它们主要以坚果为食，也吃幼虫、水果、种子、蘑菇等等，属于杂食性动物。
觅食时一般单独行动，但有时也群体外出。

## 历史
指猴曾经被认为是一种类似松鼠的动物。獵食的方式是使用中指敲擊樹木或竹子，藉由敲擊產生的聲音的不同，確定裡面的昆虫与蠕虫位置，再用銳利的牙齒咬開，然後利用長指拉出。

## 传说与文化
刚出生的指猴极其丑陋，因而在马达加斯加人的传说中认为指猴是邪恶的象征。这也是除栖息地的破坏外，造成指猴数量的减少一大原因。